# Nouan-le-Fuzelier
Pour les articles homonymes, voir Nouans (homonymie).
Nouan-le-Fuzelier est une commune française située dans le département de Loir-et-Cher, en région Centre-Val de Loire.
Localisée à l'est du département, la commune fait partie de la petite région agricole « la Grande Sologne », vaste étendue de bois et de prés aux récoltes médiocres. Avec une superficie de 8 549 ha en 2017, la commune fait partie des 5 communes les plus étendues du département. La spécialité culinaire de cette commune est le Fuzelien (saucisson de terroir) qui tient une grande importance au sein du village solognot. Il a d'ailleurs une confrérie dédiée (La Grand'Table du Fuzelien) qui le représente à travers la France à l'occasion de repas.
L'occupation des sols est marquée par l'importance des espaces agricoles et naturels qui occupent la quasi-totalité du territoire communal. Plusieurs espaces naturels d'intérêt sont présents dans la commune : deux sites natura 2000, quatre zones naturelles d'intérêt écologique, faunistique et floristique (ZNIEFF) et un espace naturel sensible, En 2010, l'orientation technico-économique de l'agriculture dans la commune est la culture des céréales et des oléoprotéagineux. À l'instar du département qui a vu disparaître le quart de ses exploitations en dix ans, le nombre d'exploitations agricoles a fortement diminué, passant de 57 en 1988, à 17 en 2000, puis à 17 en 2010.
Ses habitants se nomment les Nouanais.
Le patrimoine architectural de la commune comprend trois bâtiments portés à l'inventaire des monuments historiques : l'église Saint-Martin, inscrite en 1929, la grange de Courcimont, inscrite en 1986, et le château de Moléon, inscrit en 1985.

## Géographie

### Localisation et communes limitrophes
La commune de Nouan-le-Fuzelier se trouve à l'est du département de Loir-et-Cher, dans la petite région agricole de la Grande Sologne,. À vol d'oiseau, elle se situe à 53,5 km  de Blois, préfecture du département, à 29,3 km de Romorantin-Lanthenay, sous-préfecture, et à 12,6 km de Salbris, chef-lieu du canton de la Sologne dont dépend la commune depuis 2015. La commune fait en outre partie du bassin de vie de Lamotte-Beuvron.
Les communes les plus proches sont : 
Lamotte-Beuvron (7,1 km), Saint-Viâtre (7,9 km), Pierrefitte-sur-Sauldre (8,9 km), Vouzon (12,2 km), Salbris (12,6 km), Chaon (12,9 km), Chaumont-sur-Tharonne (12,9 km), Souesmes (13,8 km) et La Ferté-Beauharnais (14,1 km).
| Chaumont-sur-Tharonne | Lamotte-Beuvron   | Chaon                   |
| Saint-Viâtre          | Nouan-le-Fuzelier | Brinon-sur-Sauldre      |
| Marcilly-en-Gault     | Salbris           | Pierrefitte-sur-Sauldre |

### Lieux-dits, écarts et quartiers
La commune compte 178 voies dont 121 lieux-dits administratifs répertoriés.
Les plus importants sont : le Mousseau, Mont Evray.

### Géologie et relief
La commune est classée en zone de sismicité 1, correspondant à une sismicité très faible.

### Hydrographie
Le système hydrographique de la commune se compose de :
- Le Canal de la Sauldre ;
- Le Beuvron[11], affluent de la Loire ;
  - la Guide, affluent du Beuvron ;
  - le Néant, affluent du Beuvron, long de 40,7 km[12] ;
    - le Bouillon, affluent du Néant, long de 10,9 km[13] ;
    - le Chalès, affluent du Néant, long de 11,2 km [14] ;

ainsi que les étangs des Levrys, de Vallas, de Crèvecœur et de la Bourdinière.

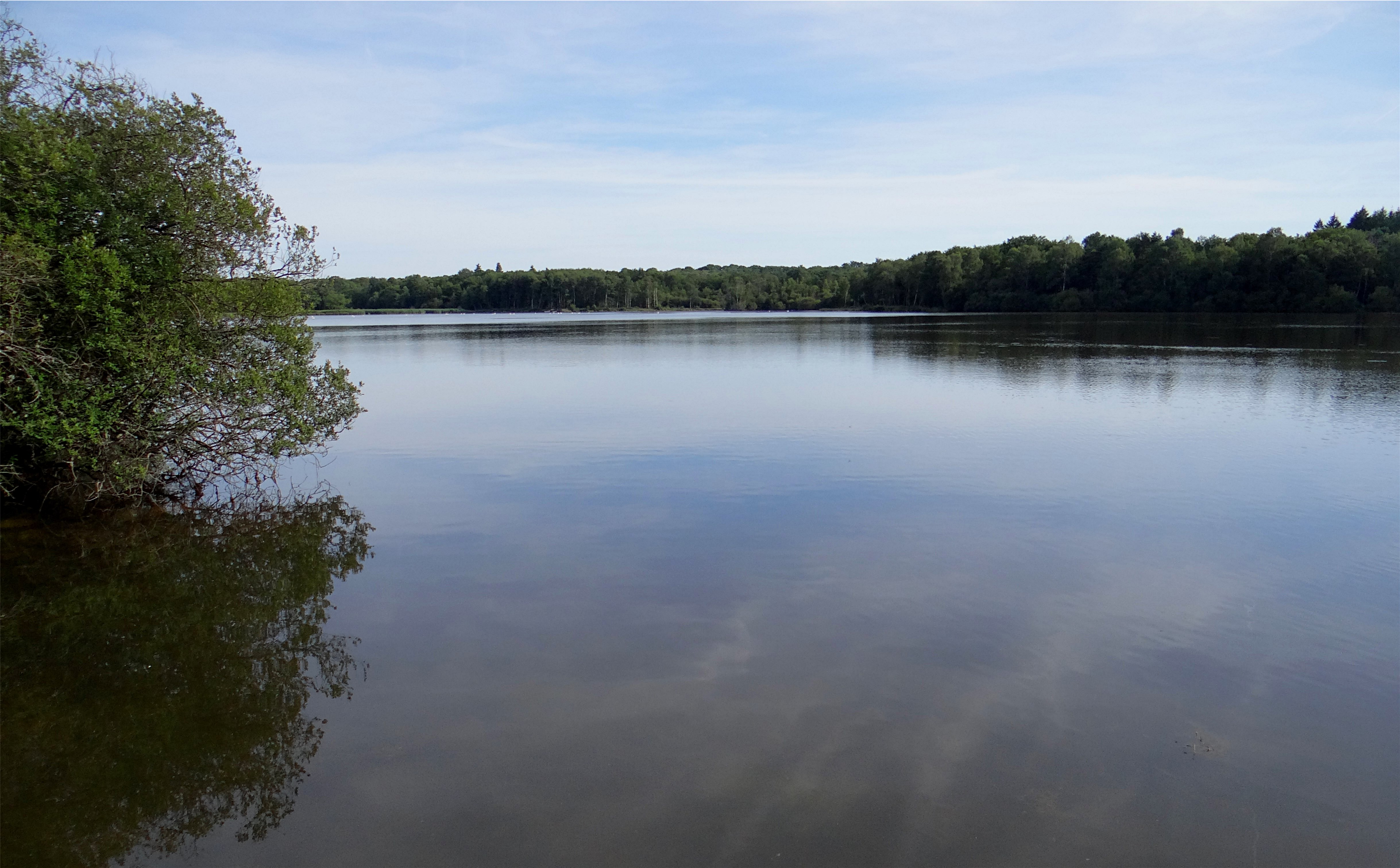
Étang de Vallas.

### Climat
Pour des articles plus généraux, voir Climat du Centre-Val de Loire et Climat de Loir-et-Cher.
En 2010, le climat de la commune est de type climat océanique dégradé des plaines du Centre et du Nord, selon une étude du CNRS s'appuyant sur une série de données couvrant la période 1971-2000. En 2020, Météo-France publie une typologie des climats de la France métropolitaine dans laquelle la commune est exposée à un climat océanique altéré et est dans une zone de transition entre les régions climatiques « Moyenne vallée de la Loire » et « Centre et contreforts nord du Massif Central ».
Pour la période 1971-2000, la température annuelle moyenne est de 10,9 °C, avec une amplitude thermique annuelle de 15,5 °C. Le cumul annuel moyen de précipitations est de 723 mm, avec 11 jours de précipitations en janvier et 7,1 jours en juillet. Pour la période 1991-2020, la température moyenne annuelle observée sur la station météorologique de Météo-France la plus proche, dans la commune de Lamotte-Beuvron à 7 km à vol d'oiseau, est de 11,8 °C et le cumul annuel moyen de précipitations est de 768,2 mm,. Pour l'avenir, les paramètres climatiques de la commune estimés pour 2050 selon différents scénarios d'émission de gaz à effet de serre sont consultables sur un site dédié publié par Météo-France en novembre 2022.

### Milieux naturels et biodiversité

#### Sites Natura 2000
Le réseau Natura 2000 est un réseau écologique européen de sites naturels d'intérêt écologique élaboré à partir des Directives « Habitats » et « Oiseaux ». Ce réseau est constitué de Zones spéciales de conservation (ZSC) et de Zones de protection spéciale (ZPS). Dans les zones de ce réseau, les États membres s'engagent à maintenir dans un état de conservation favorable les types d'habitats et d'espèces concernés, par le biais de mesures réglementaires, administratives ou contractuelles. L'objectif est de promouvoir une gestion adaptée des habitats tout en tenant compte des exigences économiques, sociales et culturelles, ainsi que des particularités régionales et locales de chaque État membre. Les activités humaines ne sont pas interdites, dès lors que celles-ci ne remettent pas en cause significativement l'état de conservation favorable des habitats et des espèces concernés. Des parties du territoire communal sont incluses dans les sites Natura 2000 suivants : 
- la « Sologne », d'une superficie de 346 184 ha[23] ;
- les « Étangs de Sologne », d'une superficie de 29 624 ha[24].

#### Zones naturelles d'intérêt écologique, faunistique et floristique
L'inventaire des zones naturelles d'intérêt écologique, faunistique et floristique (ZNIEFF) a pour objectif de réaliser une couverture des zones les plus intéressantes sur le plan écologique, essentiellement dans la perspective d'améliorer la connaissance du patrimoine naturel national et de fournir aux différents décideurs un outil d'aide à la prise en compte de l'environnement dans l'aménagement du territoire. Le territoire communal de Nouan-le-Fuzelier comprend quatre ZNIEFF : 
- l'« Étang de Chalès » (44,8 ha)[26] ;
- l'« Étang de la Bourdinière » (11,57 ha)[27] ;
- l'« Étang de Vallas (ou de Mont-Évray) » (37,51 ha)[28] ;
- l'« Étang des Levrys » (26,18 ha)[29].

#### Espaces naturels sensibles
Dans le cadre de sa politique environnementale, le Conseil départemental labellise certains sites au patrimoine naturel remarquable, les « espaces naturels sensibles », dans le but de les préserver, les faire connaître et les valoriser. Vingt-six sites sont ainsi identifiés dans le département dont un situé sur le territoire communal : l'« Étang des Levrys », avec des roselières et des grèves exondées.

## Urbanisme

### Typologie
Au 1er janvier 2024, Nouan-le-Fuzelier est catégorisée bourg rural, selon la nouvelle grille communale de densité à sept niveaux définie par l'Insee en 2022.
Elle appartient à l'unité urbaine de Nouan-le-Fuzelier, une unité urbaine monocommunale constituant une ville isolée,. La commune est en outre hors attraction des villes,.

### Occupation des sols
L'occupation des sols est marquée par l'importance des espaces agricoles et naturels (96,8 %). La répartition détaillée ressortant de la base de données européenne d'occupation biophysique des sols Corine Land Cover millésimée 2012 est la suivante : terres arables (11,6 %), cultures permanentes (0,6 %), zones agricoles hétérogènes (15,4 %), prairies (3,5 %), forêts (65,2 %), milieux à végétation arbustive ou herbacée (0,7 %), zones urbanisées (1 %), espaces verts artificialisés non agricoles (0,5 %), zones industrielles et commerciales et réseaux de communication (1,7 %), eaux continentales (0,5 %).

### Planification
La loi SRU du 13 décembre 2000 a incité fortement les communes à se regrouper au sein d'un établissement public, pour déterminer les partis d'aménagement de l'espace au sein d'un SCoT, un document essentiel d'orientation stratégique des politiques publiques à une grande échelle. La commune est dans le territoire du  SCOT de Grande Sologne, prescrit en juillet 2015.
En matière de planification, la commune disposait en 2017 d'une carte communale approuvée. Par ailleurs, à la suite de la loi ALUR (loi pour l'accès au logement et un urbanisme rénové) de mars 2014, un plan local d'urbanisme intercommunal couvrant le territoire de la Communauté de communes Cœur de Sologne a été prescrit le 30 novembre 2015.

### Habitat et logement
Le tableau ci-dessous présente la typologie des logements à Nouan-le-Fuzelier en 2016 en comparaison avec celle du Loir-et-Cher et de la France entière. Une caractéristique marquante du parc de logements est ainsi une proportion de résidences secondaires et logements occasionnels (13,1 %) inférieure à celle du département (18 %) mais supérieure à celle de la France entière (9,6 %). Concernant le statut d'occupation de ces logements, 66,6 % des habitants de la commune sont propriétaires de leur logement (64,2 % en 2011), contre 68,1 % pour le Loir-et-Cher et 57,6 pour la France entière.
|                                                         | Nouan-le-Fuzelier | Loir-et-Cher | France entière |
| ------------------------------------------------------- | ----------------- | ------------ | -------------- |
| Résidences principales (en %)                           | 73,8              | 74,5         | 82,3           |
| Résidences secondaires et logements occasionnels (en %) | 13,1              | 18           | 9,6            |
| Logements vacants (en %)                                | 13,1              | 7,5          | 8,1            |

### Logement
En 2014, le nombre total de logements dans la commune était de 1 415 (dont 86,6 % de maisons et 11,9 % d'appartements).
Parmi ces logements, 74,7 % étaient des résidences principales, 14,5 % des résidences secondaires et 10,8 % des logements vacants.
La part des ménages propriétaires de leur résidence principale s'élevait à 66,7 %.

### Transports

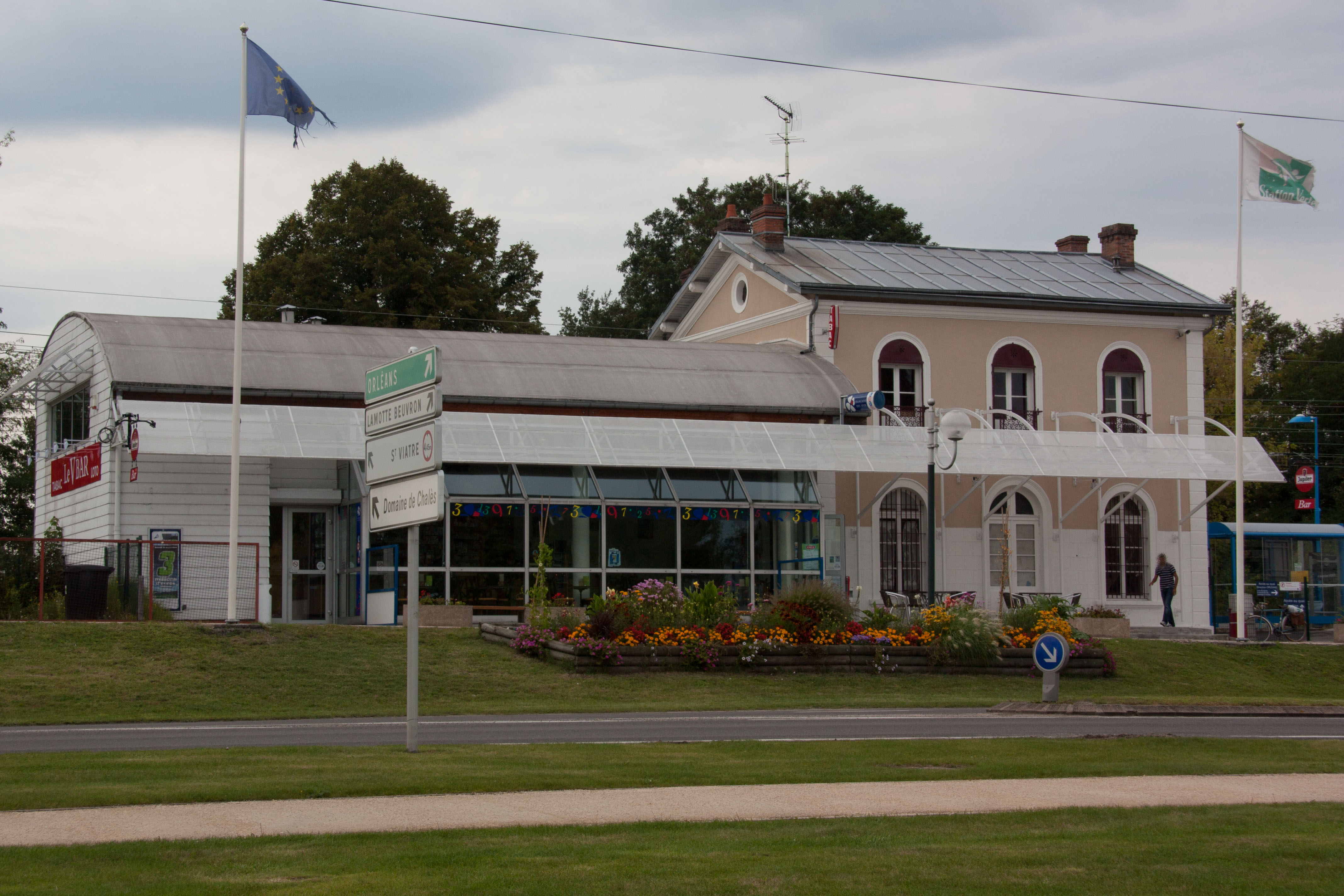
La gare de Nouan-le-Fuzelier.

- La gare de Nouan-le-Fuzelier, située  sur la ligne des Aubrais - Orléans à Montauban-Ville-Bourbon, est desservie par les trains des réseaux TER Nouvelle-Aquitaine et TER Centre-Val de Loire.
- La ligne 429 (Romorantin-Lanthenay / Lamotte-Beuvron / Nouan-le-Fuzelier) et la ligne 3 (Blois / Mont-Près-Chambord / Salbris) du Réseau de mobilité interurbaine, desservent la ville.

### Risques majeurs
Le territoire communal de Nouan-le-Fuzelier est vulnérable à différents aléas naturels : inondations (par débordement du Beuvron), climatiques (hiver exceptionnel ou canicule), feux de forêts, mouvements de terrains ou sismique (sismicité très faible).
Il est également exposé à un risque technologique :  le transport de matières dangereuses,.

#### Risques naturels

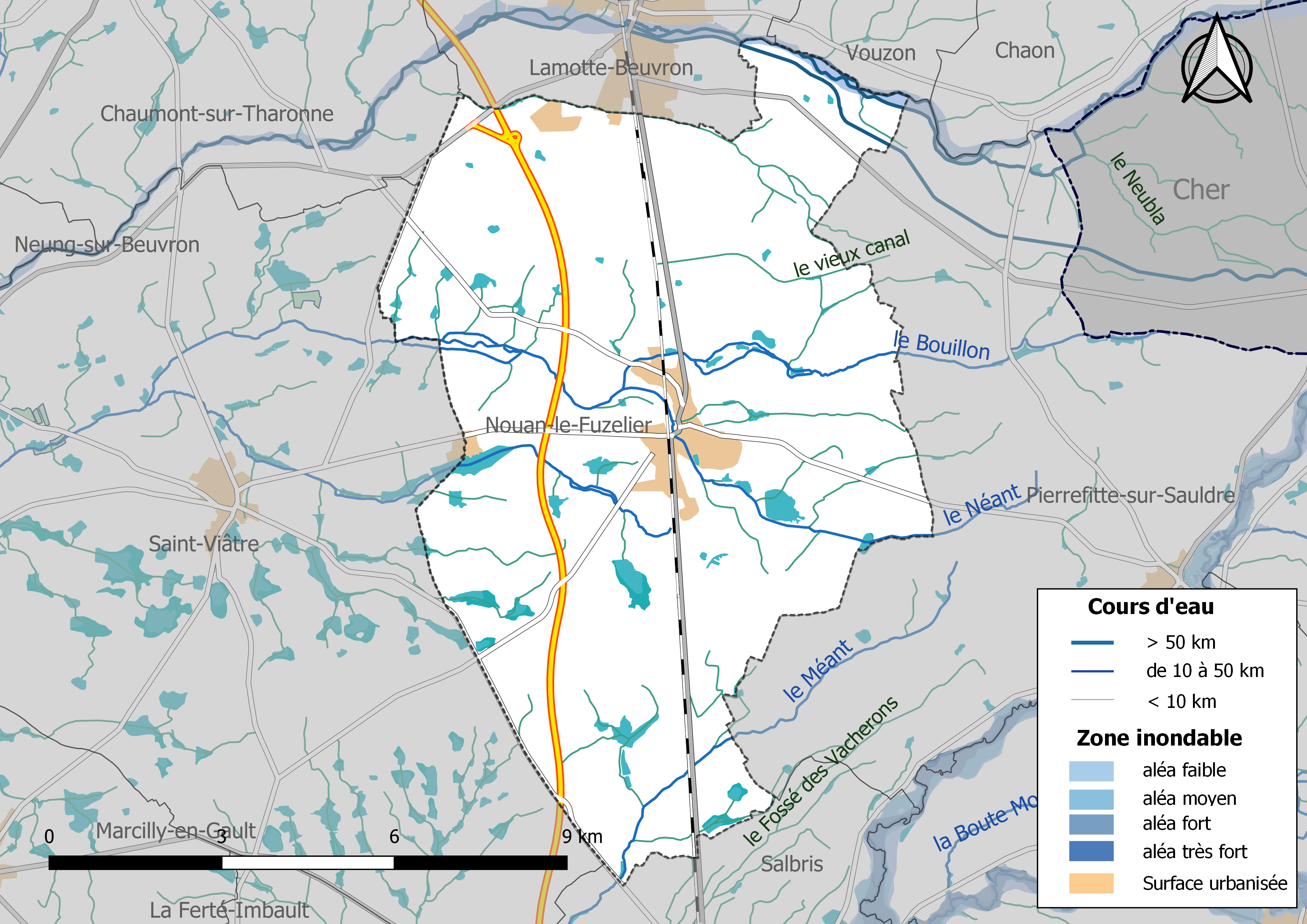
Zones inondables de la commune de Nouan-le-Fuzelier.

Les mouvements de terrains susceptibles de se produire dans la commune sont liés au retrait-gonflement des argiles. Le phénomène de retrait-gonflement des argiles est la conséquence d'un changement d'humidité des sols argileux. Les argiles sont capables de fixer l'eau disponible mais aussi de la perdre en se rétractant en cas de sécheresse. Ce phénomène peut provoquer des dégâts très importants sur les constructions (fissures, déformations des ouvertures) pouvant rendre inhabitables certains locaux. La carte de zonage de cet aléa peut être consultée sur le site de l'observatoire national des risques naturels Georisques.
Un atlas des zones inondables du Beuvron est établi en décembre 2003. Les crues historiques du Beuvron sont celles de 1856, de 1910 et de 1936-1937. Le débit de la crue de référence varie ainsi entre 60 et 160 m3/s selon les sections.

#### Risques technologiques
Le risque de transport de marchandises dangereuses dans la commune est lié à sa traversée par des infrastructures routières et ferroviaires importantes et la présence d'une canalisation de transport de gaz. Un accident se produisant sur de telles infrastructures est en effet susceptible d'avoir des effets graves au bâti ou aux personnes jusqu'à 350 m, selon la nature du matériau transporté. Des dispositions d'urbanisme peuvent être préconisées en conséquence.

## Toponymie
L'acte le plus ancien retrouvé portant le nom composé de Nouan-le-Fuzelier date de 1460.
Nouan, probablement du gaulois noviento, "nouveau lieu habité".
Le Fuzelier n'est pas, comme on l'a cru longtemps, le nom d'un seigneur de Nouan, mais un dérivé du mot fuseau qui désignait autrefois un fabricant de fuseaux. Ceux-ci étaient utilisés pour le filage de la laine des moutons et cette activité jouissait dans la région d'une certaine réputation.

## Politique et administration

### Politique locale
La ville fait partie de la communauté de communes Cœur de Sologne depuis janvier 2006.

### Liste des maires
| Période                                  | Période   | Identité                 | Étiquette | Qualité                       |
| ---------------------------------------- | --------- | ------------------------ | --------- | ----------------------------- |
| 1953                                     | mars 1977 | Hilaire de Laage de Meux |           |                               |
| mars 1977                                | juin 1995 | Marius Soulié            |           |                               |
| mars 2014                                | mai 2020  | Hugues Aguettaz          |           | Industriel, chef d'entreprise |
| mai 2020                                 | En cours  | Patrick Lunet,           |           | Ancien cadre                  |
| Les données manquantes sont à compléter. |           |                          |           |                               |

### Découpage territorial
La commune de Nouan-le-Fuzelier est membre de la Communauté de communes Cœur de Sologne, un établissement public de coopération intercommunale (EPCI) à fiscalité propre créé le 1er janvier 2006.
Elle est rattachée sur le plan administratif à l'arrondissement de Romorantin-Lanthenay, au département de Loir-et-Cher et à la région Centre-Val de Loire, en tant que circonscriptions administratives. Sur le plan électoral, elle est rattachée au canton de la Sologne depuis 2015 pour l'élection des conseillers départementaux et à la deuxième circonscription de Loir-et-Cher pour les élections législatives.

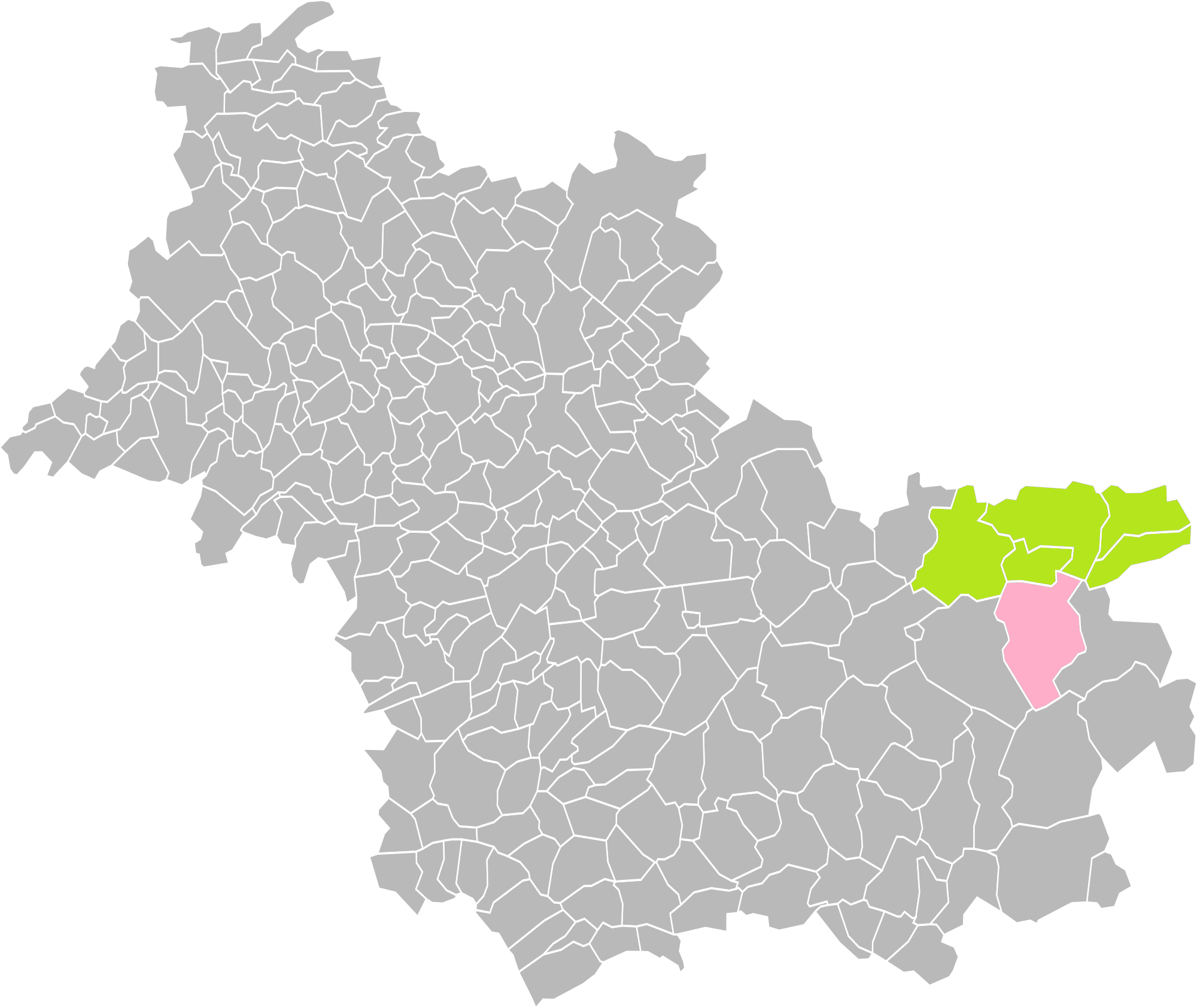
Nouan-le-Fuzelier dans l'intercommunalité en 2016.
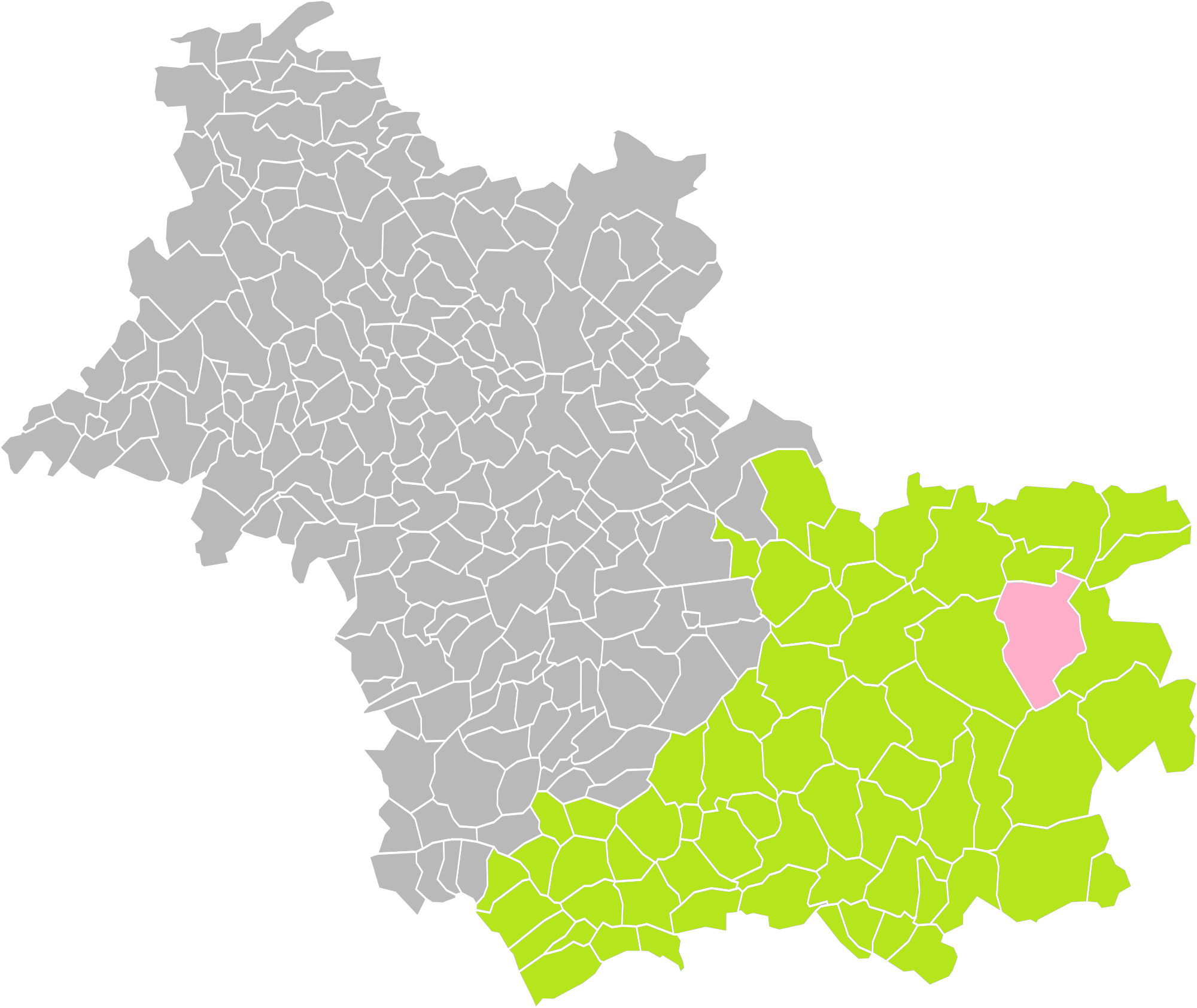
Nouan-le-Fuzelier dans l'arrondissement de Romorantin-Lanthenay en 2016.
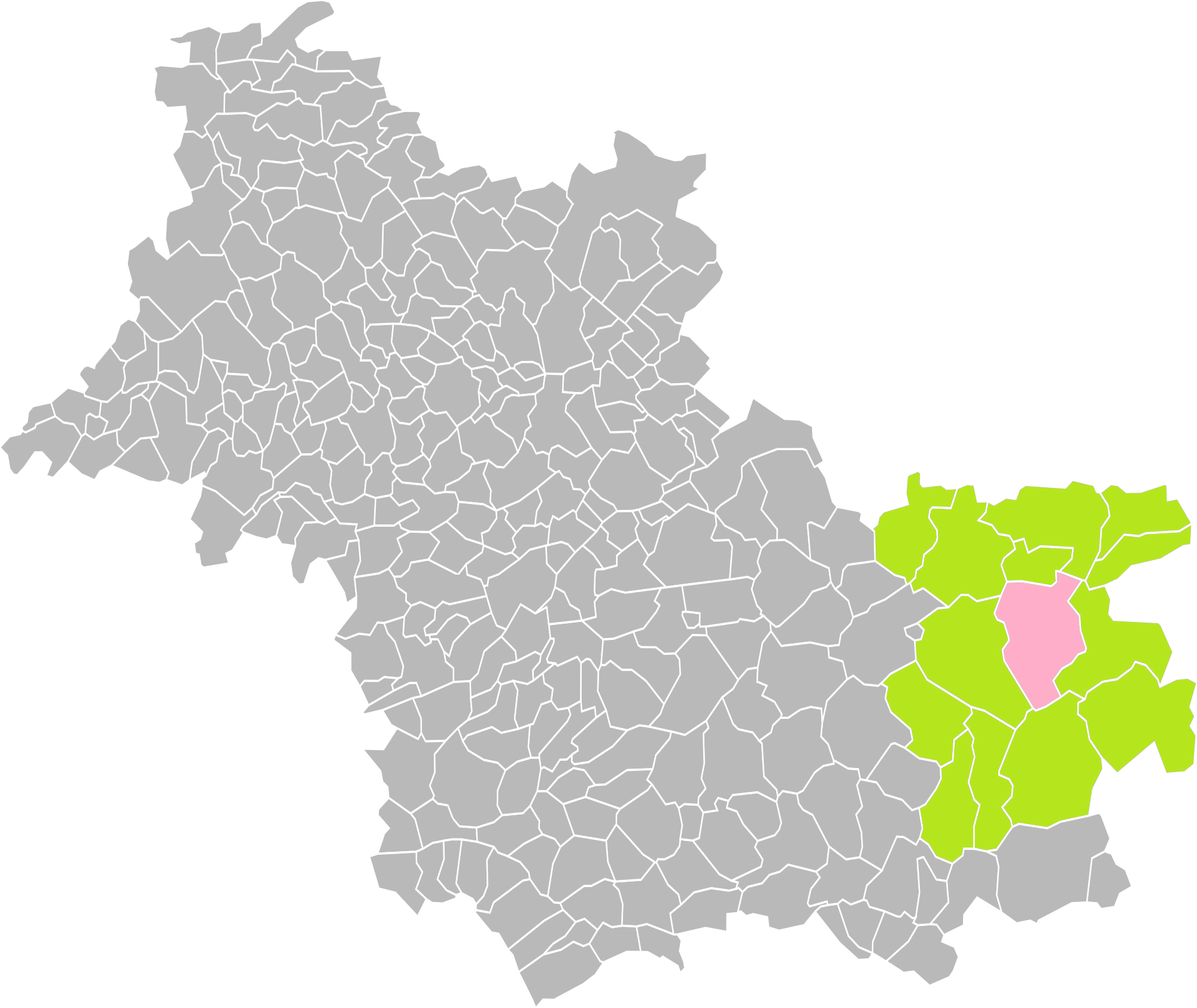
Nouan-le-Fuzelier dans le canton de la Sologne en 2016.

### Politique et administration municipale

#### Conseil municipal et maire
Le conseil municipal de Nouan-le-Fuzelier, commune de plus de 1 000 habitants, est élu au scrutin proportionnel plurinominal avec prime majoritaire. Compte tenu de la population communale, le nombre de sièges au conseil municipal est de 19. Le maire, à la fois agent de l'État et exécutif de la commune en tant que collectivité territoriale, est élu par le conseil municipal au scrutin secret lors de la première réunion du conseil suivant les élections municipales, pour un mandat de six ans, c'est-à-dire pour la durée du mandat du conseil.

### Jumelages
- Gerabronn (Allemagne) depuis 1966.

## Population et société

### Démographie

#### Évolution démographique
L'évolution du nombre d'habitants est connue à travers les recensements de la population effectués dans la commune depuis 1793. Pour les communes de moins de 10 000 habitants, une enquête de recensement portant sur toute la population est réalisée tous les cinq ans, les populations de référence des années intermédiaires étant quant à elles estimées par interpolation ou extrapolation. Pour la commune, le premier recensement exhaustif entrant dans le cadre du nouveau dispositif a été réalisé en 2005.

En 2022, la commune comptait 2 293 habitants, en évolution de −1,42 % par rapport à 2016 (Loir-et-Cher : −1,15 %, France hors Mayotte : +2,11 %).
| 1793  | 1800 | 1806 | 1821  | 1831  | 1836  | 1841  | 1846  | 1851  |
| ----- | ---- | ---- | ----- | ----- | ----- | ----- | ----- | ----- |
| 1 012 | 942  | 969  | 1 220 | 1 298 | 1 347 | 1 353 | 1 501 | 1 440 |

| 1856  | 1861  | 1866  | 1872  | 1876  | 1881  | 1886  | 1891  | 1896  |
| ----- | ----- | ----- | ----- | ----- | ----- | ----- | ----- | ----- |
| 1 544 | 1 556 | 1 710 | 1 720 | 1 729 | 1 740 | 1 872 | 1 837 | 1 957 |

| 1901  | 1906  | 1911  | 1921  | 1926  | 1931  | 1936  | 1946  | 1954  |
| ----- | ----- | ----- | ----- | ----- | ----- | ----- | ----- | ----- |
| 2 082 | 2 005 | 2 146 | 2 025 | 2 007 | 1 803 | 1 882 | 1 780 | 1 883 |

| 1962  | 1968  | 1975  | 1982  | 1990  | 1999  | 2005  | 2006  | 2010  |
| ----- | ----- | ----- | ----- | ----- | ----- | ----- | ----- | ----- |
| 1 845 | 1 948 | 2 159 | 2 301 | 2 274 | 2 319 | 2 500 | 2 513 | 2 381 |

| 2015  | 2020  | 2022  | - | - | - | - | - | - |
| ----- | ----- | ----- | - | - | - | - | - | - |
| 2 330 | 2 321 | 2 293 | - | - | - | - | - | - |

#### Pyramide des âges
La population de la commune est relativement âgée.
En 2018, le taux de personnes d'un âge inférieur à 30 ans s'élève à 27,3 %, soit en dessous de la moyenne départementale (31,3 %). À l'inverse, le taux de personnes d'âge supérieur à 60 ans est de 35,8 % la même année, alors qu'il est de 31,6 % au niveau départemental.
En 2018, la commune comptait 1 108 hommes pour 1 216 femmes, soit un taux de 52,32 % de femmes, légèrement supérieur au taux départemental (51,45 %).
Les pyramides des âges de la commune et du département s'établissent comme suit.
| Hommes | Classe d’âge | Femmes |
| ------ | ------------ | ------ |
| 1,5    | 90 ou +      | 4,2    |
| 9,3    | 75-89 ans    | 12,1   |
| 23,0   | 60-74 ans    | 21,3   |
| 20,8   | 45-59 ans    | 21,9   |
| 16,7   | 30-44 ans    | 14,6   |
| 14,0   | 15-29 ans    | 13,0   |
| 14,7   | 0-14 ans     | 13,0   |

| Hommes | Classe d’âge | Femmes |
| ------ | ------------ | ------ |
| 1,1    | 90 ou +      | 2,6    |
| 9,2    | 75-89 ans    | 11,9   |
| 19,7   | 60-74 ans    | 20,4   |
| 20,7   | 45-59 ans    | 20     |
| 16,5   | 30-44 ans    | 16,2   |
| 15,2   | 15-29 ans    | 13,2   |
| 17,6   | 0-14 ans     | 15,7   |

### Enseignement
Nouan-le-Fuzelier est située dans l'académie d'Orléans-Tours. La commune dispose d'une école maternelle publique, l'école Charles-Perrault, et d'une école primaire publique, l'école  Antoine-de Saint-Exupéry.

## Économie

### Secteurs d'activité
Le tableau ci-dessous détaille le nombre d'entreprises implantées à Nouan-le-Fuzelier selon leur secteur d'activité et le nombre de leurs salariés :
|                                                              | total | % com (% dep) | 0 salarié | 1 à 9 salarié(s) | 10 à 19 salariés | 20 à 49 salariés | 50 salariés ou plus |
| ------------------------------------------------------------ | ----- | ------------- | --------- | ---------------- | ---------------- | ---------------- | ------------------- |
| Ensemble                                                     | 179   | 100,0 (100)   | 119       | 49               | 5                | 3                | 3                   |
| Agriculture, sylviculture et pêche                           | 22    | 12,3 (11,8)   | 17        | 5                | 0                | 0                | 0                   |
| Industrie                                                    | 11    | 6,1 (6,5)     | 4         | 5                | 0                | 1                | 1                   |
| Construction                                                 | 13    | 7,3 (10,3)    | 11        | 1                | 1                | 0                | 0                   |
| Commerce, transports, services divers                        | 110   | 61,5 (57,9)   | 73        | 33               | 3                | 0                | 1                   |
| dont commerce et réparation automobile                       | 30    | 16,8 (17,5)   | 22        | 6                | 1                | 0                | 1                   |
| Administration publique, enseignement, santé, action sociale | 23    | 12,8 (13,5)   | 14        | 5                | 1                | 2                | 1                   |
| Champ : ensemble des activités.                              |       |               |           |                  |                  |                  |                     |

Le secteur du commerce, transports et services divers est prépondérant dans la commune (110 entreprises sur 179) néanmoins le secteur agricole reste important puisqu'en proportions (12,3 %), il est plus important qu'au niveau départemental (11,8 %). 
Sur les 179 entreprises implantées à Nouan-le-Fuzelier en 2016, 119 ne font appel à aucun salarié, 49 comptent 1 à 9 salariés, 5 emploient entre 10 et 19 personnes.3 emploient entre 20 et 49 personnes.
Au 1er juillet 2017, la commune est classée en zone de revitalisation rurale (ZRR), un dispositif visant à aider le développement des territoires ruraux principalement à travers des mesures fiscales et sociales. Des mesures spécifiques en faveur du développement économique s'y appliquent également.

### Revenus de la population et fiscalité
Le nombre de ménages fiscaux en 2013 était de 1 046 et la médiane du revenu disponible par unité de consommation de 19 418 €.

### Emploi
En 2014, le nombre total d'emploi au lieu de travail était de 1 042.
Le taux d'activité de la population âgée de 15 à 64 ans s'élevait à 73,6 % contre un taux de chômage de 11,3 %.*

### Entreprises et commerces
En 2015, le nombre d'établissements actifs était de cent soixante dix-neuf dont vingt-deux dans l'agriculture-sylviculture-pêche, onze  dans l'industrie, treize dans la construction, cent dix dans le commerce-transports-services divers et vingt-trois étaient relatifs au secteur administratif.
Cette même année, quinze entreprises ont été créées  dont douze par des auto-entrepreneurs.

### Agriculture
En 2010, l'orientation technico-économique de l'agriculture dans la commune est la polyculture et le polyélevage. Le département a perdu près d'un quart de ses exploitations en 10 ans, entre 2000 et 2010 (c'est le département de la région Centre-Val de Loire qui en compte le moins). Cette tendance se retrouve également au niveau de la commune où le nombre d'exploitations est passé de 57 en 1988 à 17 en 2000 puis à 17 en 2010. Parallèlement, la taille de ces exploitations augmente, passant de 30 ha en 1988 à 53 ha en 2010. 
Le tableau ci-dessous présente les principales caractéristiques des exploitations agricoles de Nouan-le-Fuzelier, observées sur une période de 22 ans : 
|                                      | 1988                 | 2000                 | 2010                 |
| Dimension économique                 | Dimension économique | Dimension économique | Dimension économique |
| ------------------------------------ | -------------------- | -------------------- | -------------------- |
| Nombre d'exploitations (u)           | 57                   | 17                   | 17                   |
| Travail (UTA)                        | 71                   | 22                   | 19                   |
| Surface agricole utilisée (ha)       | 1 703                | 970                  | 905                  |
| Cultures                             |                      |                      |                      |
| Terres labourables (ha)              | 1 346                | 770                  | 762                  |
| Céréales (ha)                        | 889                  | 328                  | 317                  |
| dont blé tendre (ha)                 | 78                   | 74                   | 48                   |
| dont maïs-grain et maïs-semence (ha) | 366                  | 92                   | 179                  |
| Tournesol (ha)                       | s                    | s                    | s                    |
| Colza et navette (ha)                | s                    |                      |                      |
| Élevage                              |                      |                      |                      |
| Cheptel (UGBTA)                      | 1213                 | 744                  | 388                  |

#### Produits labellisés
Le territoire de la commune est intégré aux aires de productions de divers produits bénéficiant d'une indication géographique protégée (IGP) : le vin Val-de-loire, les volailles de l’Orléanais et les volailles du Berry,.

## Culture locale et patrimoine

### Lieux et monuments

#### Église Saint-Martin

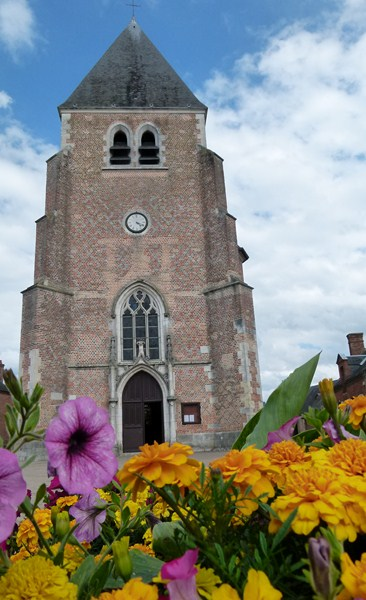
L'église Saint-Martin de Nouan-le-Fuzelier.

L'église primitive est certainement antérieure à l'an mil, pas dans son aspect actuel mais déjà dans la définition d'une église forteresse. Le chœur de l'église a été construit en l'an 1667. L'église se compose d'une grande tour carrée en forme de donjon indiquée comme étant du XIIe siècle. En 1881 et 1887 ont été élevées, à l'extrémité de la nef et en avant du chœurLe décret de l'Assemblée nationale du 12 novembre 1789 décrète qu'« il y aura une municipalité dans chaque ville, bourg, paroisse ou communauté de campagne », mais ce n'est qu'avec le décret de la Convention nationale du 10 brumaire an II (31 octobre 1793) que la paroisse de Nouan-le-Fuzelier devient formellement « commune de Nouan-le-Fuzelier »,.ut de deux tours d'angle, lui conférant son aspect de château actuel, construction typique en brique rouge couverte d'ardoise.
Au-dessus du porche d'entrée, les armoiries d'anciens propriétaires sont sculptées dans la pierre.

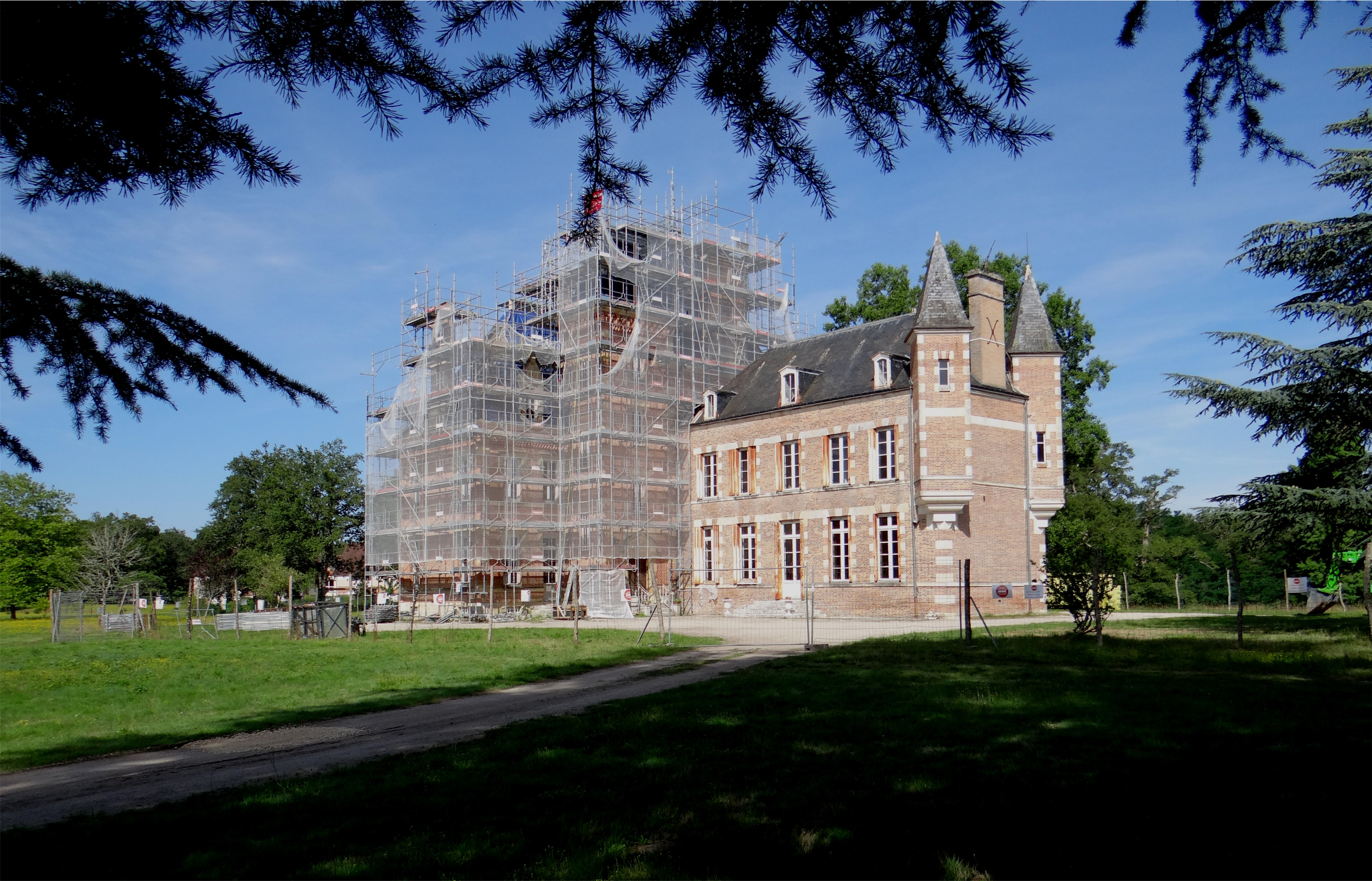
Château de Mont-Evray.
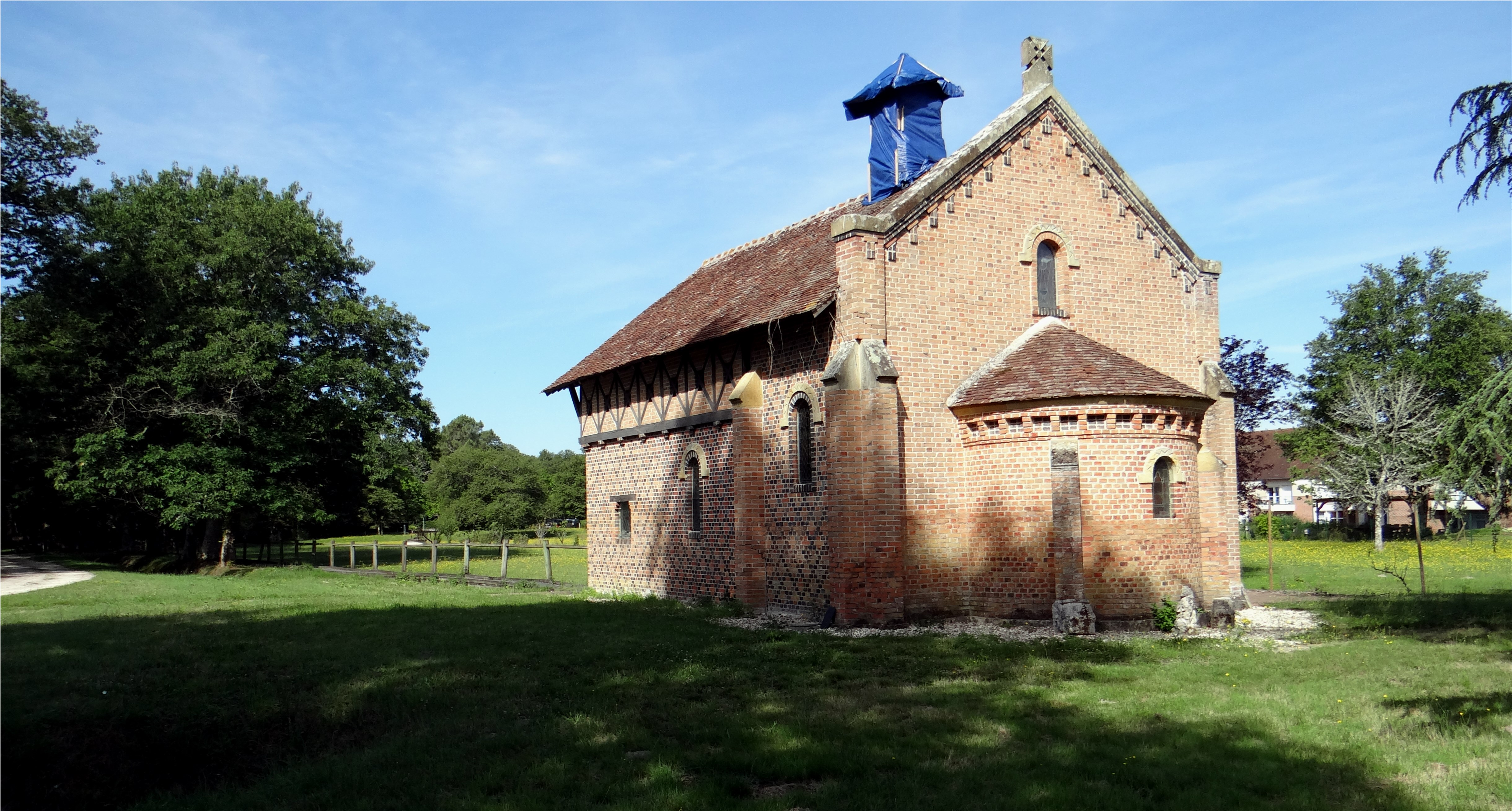
Chapelle du château.
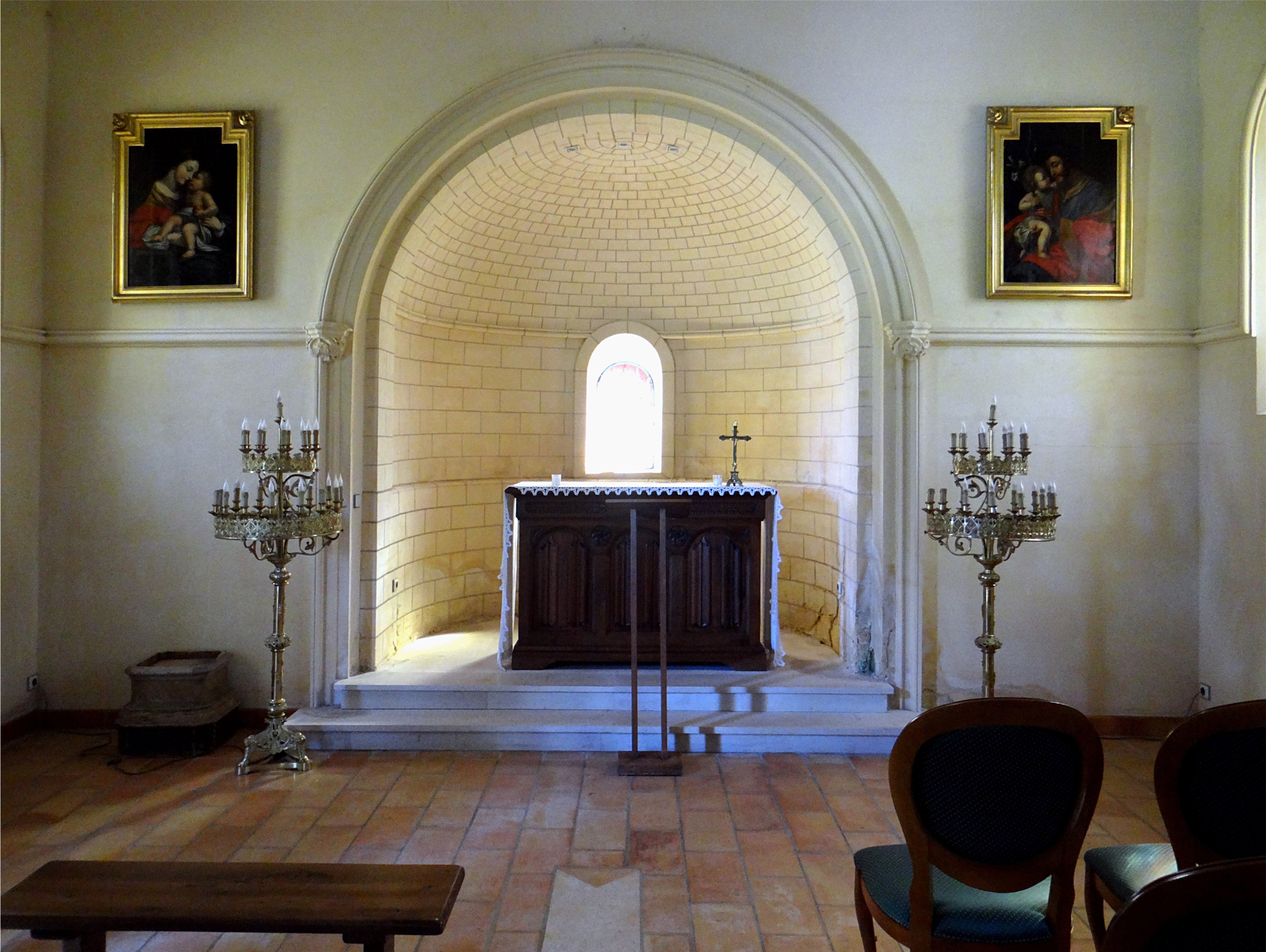
Intérieur de la chapelle.

### Héraldique
|  | Les armoiries de Nouan-le-Fuzelier se blasonnent ainsi : Fuselé en bande de gueules et d'argent, à la bande d'azur brochant, chargée de trois têtes de perdreau arrachées d'or, allumées de sable et becquées de gueules, posées à plomb. Création Mme F. de Laage de Meux. |

### Personnalités liées à la commune
- Henri Chapron (1888-1978), carrossier automobile français, y est né.
- Paul Ferrier (1843-1920), auteur dramatique et librettiste français, y est mort.
- Roger Chudeau (1949), haut fonctionnaire et homme politique français, y réside.

### Animations et tourisme
- Le village est labellisé « station verte »[78].
- Les Nuits de Sologne[79] sont des spectacles pyrotechniques annuels depuis 2004.

### Gastronomie
- Le Fuzelien, saucisson aux herbes, défendu par une confrérie locale : la confrérie de la Grand Table du Fuzelien[80], qui lui consacre un concours annuel[81].

### Influence
Nouan-le-Fuzelier est la première commune citée dans le sketch Les Patelins du duo d'humoristes Chevallier et Laspalès.